# بيونغان الجنوبية (مقاطعة)
مقاطعة بيونغان الجنوبية هي مقاطعة تقع في كوريا الشمالية، تشكلت في عام 1896م من الجزء النصفي الجنوبي السابق لمقاطعة بيونغان، وكانت مقاطعة لكوريا حتى عام 1945م، حيث أصبحت مقاطعة لكوريا الشمالية. عاصمتها هي بيونغسونغ.

## الجغرافيا

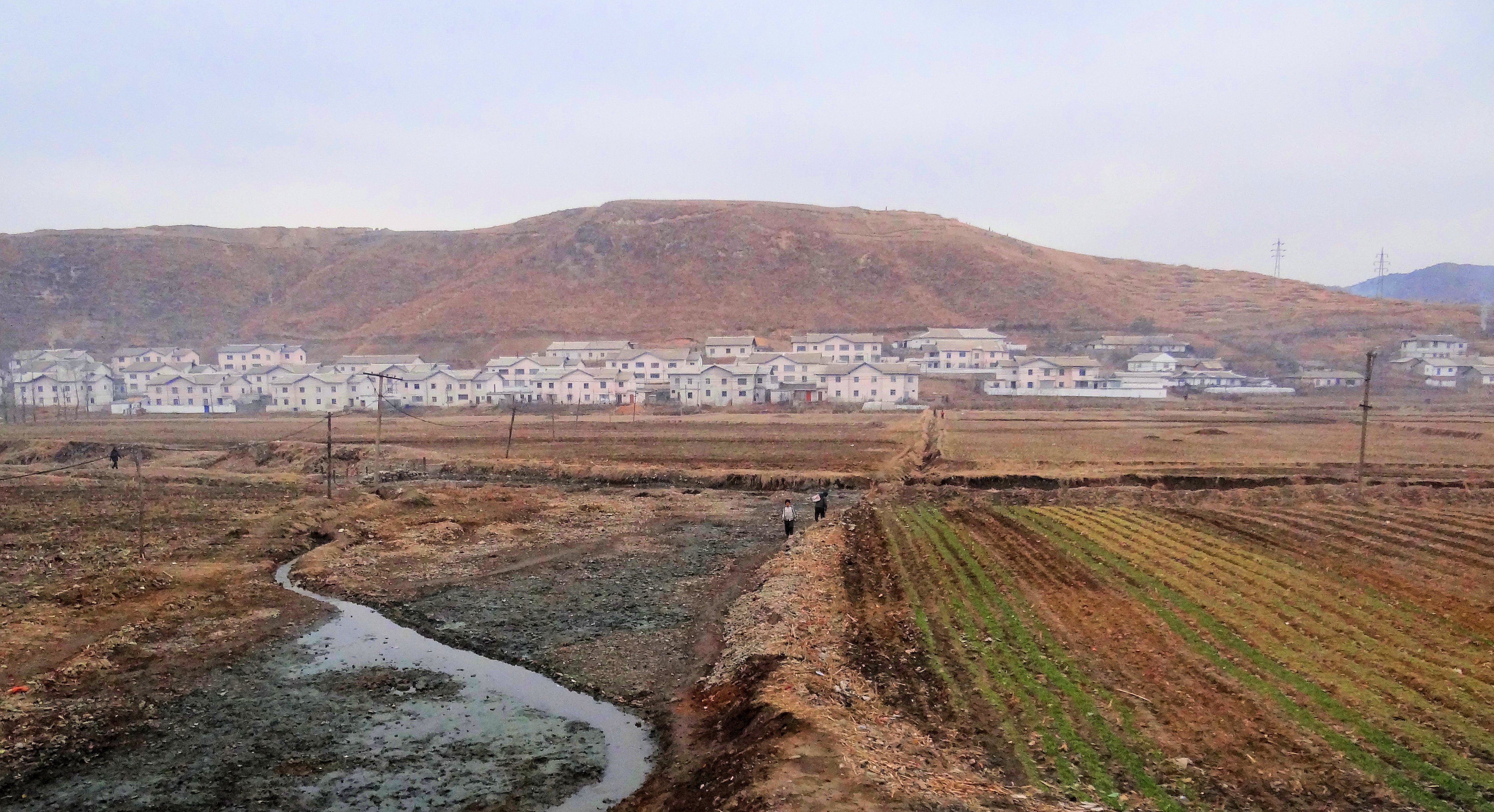
مستوطنة اعتيادية تقع على الطريق الرئيسي المؤدي إلى مقاطعة بيونغان الجنوبية بالقرب من بيونغسونغ.

المقاطعة محاطة بمقاطعة بيونغان الشمالية و تشاغانغ من جهة الشمال، ومن جهة الشرق بمقاطعتي هامغيونغ الجنوبية و هوانغهاي الشمالية، وجنوباً ببيونغيانغ. ويقع البحر الأصفر و خليج كوريا على الجهة الغربية. 

## التقسيمات الإدارية
تحوي بيونغان الجنوبية على مدينة واحدة خاصة (tŭkpyŏlsi); 
5 مدن من نوع سي; ستة عشرة محافظة من نوع كن و 3 أحياء (1 كو واثنتان شيغو)
ويقع التقسيم كالآتي : 

### المدن
- نامبو : مدينة خاصة أنشئت في عام 2010م
- بيونغسونغ، عاصمة المقاطعة، أنشئت في ديسمبر 1969م
- أنجو : أنشئت في أغسطس 1987م
- كايتشون : أنشئت في أغسطس 1990م
- سنتشون : أنشئت في أكتوبر 1983م
- توكتشون: أنشئت في يناير 1986م

### المحافظات
- محافظة تشنغسان
- محافظة هويتشانغ
- محافظة ماينغسان
- محافظة مندوك
- محافظة نيونغوون
- محافظة أونتشون
- محافظة بكتشانغ
- محافظة بيونغوون
- محافظة ريونغانغ
- محافظة شنيانغ
- محافظة سونغتشون
- محافظة سكتشون
- محافظة تايهنغ
- محافظة تايدونغ
- محافظة أونسان
- محافظة يانغدوك

### الأحياء والنواحي
- تشونغنام.
- تكتشانغ.
- أونغوك.

اللائحة التي في الأسفل هي عبارة عن مقاطعات سابقة تقع في بيونغان الجنوبية تم دمجها مع نامبو في عام 2004م وتتم إدارتها كجزء من المدينة :
- شوليما-غايوك
- كانغسو-غايوك
- مقاطعة رينوغانغ
- تاين-غايوك

 المقاطعة التالية تم دمجها مع نامبو في عام 2010م : 
- مقاطعة أونشون

## المعرض

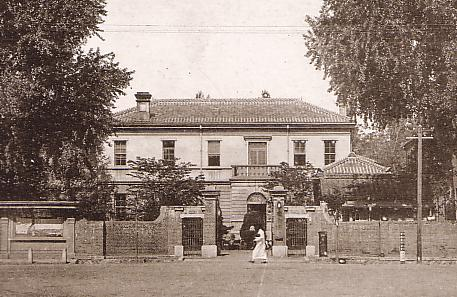
South Pyongan Provincial Office during Korea under Japanese rule's period.